# Мона Лиза
Мона Лиза или Джокондата (на италиански: La Gioconda) – „веселата жена“ е картина от Леонардо да Винчи.
Нарисувана е с маслени бои върху дъска от топола през XVI век. Тя е сред най-известните картини в западната история на изкуството; малко други картини са толкова известни и репродуцирани. Картината е собственост на френското правителство и се съхранява в Лувъра в Париж.
На картината е изобразена жена, която гледа към зрителя със „загадъчна усмивка“.

## Наименование на картината
Името Мона Лиза произлиза от биографията на Леонардо да Винчи, написана от Джорджо Вазари и публикувана 31 години след смъртта на Леонардо. В нея той идентифицира седящата дама като Лиза, съпруга на богатия флорентински търговец Франческо дел Джокондо. „Мона“ е често срещано в италианския език сливане на „мадона“, което значи „моята дама“, еквивалент на френското Madame; така името на картината означава Madame Lisa.
Алтернативното заглавие Джокондата е женски род на Джокондо. На италиански giocondo означава също и „весел, жизнерадостен, жив“, следователно gioconda означава „весела жена“. Заради усмивката това име придобива двойно значение.
През XIX век и Мона Лиза, и Джокондата са вече утвърдени имена на картината. Преди да се утвърдят тези имена, картината е била назовавана с много и различни описателни изречения като „неизвестната флорентинска дама“ и т.н.

## История
Вероятно Леонардо е започнал да рисува Мона Лиза през 1503 година и според Джорджо Вазари я завършва четири години по-късно.
Леонардо взима със себе си картината във Франция през 1516 година, когато крал Франсоа I кани художника да работи в Кло Люсе (Клу) близо до замъка на краля в Амбоаз. Кралят купува картината за 4000 екю.
След смъртта на Леонардо картината е отрязана, като са отстранени части от двете ѝ страни. Първоначално е имало колони от двете страни на фигурата, познати на изкуствоведите от ранните копия на творбата. Краищата на постаментите все още могат да се видят.
Картината първоначално е изложена във Фонтенбло, а по-късно е преместена във Версайския дворец. След Френската революция е преместена в Лувъра. Наполеон I я премества в спалнята си в Тюйлери; по-късно отново е върната в Лувъра. По време на Френско-пруската война от 1870 – 1871 година, картината е извадена от Лувъра и скрита някъде във Франция.
Картината не е много известна до средата на XIX век, когато е оценена от символисткото течение в изкуствата. Те я свързват с техните идеи за женската загадъчност.

### Копие от „Прадо“
В началото на 2012 г. реставраторите на музея Прадо в Мадрид откриват при обработка на картина и свалянето на горните слоеве от нея, точно копие на Мона Лиза на Леонардо. Доказано е, че картината е била част от кралските колекции. Почистената картина показва детайли, които почти не могат да бъдат разпознати в оригинала, поради големият риск при почистване, като веждите, къдриците около слепоочието на фризурата, както и ръбовете на деколтето. Прието е да се счита, че това е картина на един от учениците на Леонардо: Джакомо де Капрони (Салай) или  Франческо Мелци, който е рисувал заедно със своя учител и прави същите корекции. От 21 февруари до 13 март 2012 г. картината е показана в Мадрид, а по-късно е показана известно време до оригинала в Лувъра.

## Предположения
През годините след смъртта на Леонардо да Винчи хората си задават въпроса, коя е жената седяща срещу художника. Освен за съпруга на търговец Мона се смята за женския облик на Да Винчи, след като са направени съпоставки с образите на художника и портрета. При задаването на въпроса, защо Лиза се усмихва загадъчно и как е могла да стои неподвижна и усмихната толкова много време, историци и учени изказват предположение, че Джокондата всъщност е имала болест, която не е позволявала на лицевите мускули да се отпуснат и следователно това е било ежедневното ѝ състояние. Според изследвания на френски и канадски учени, когато Леонардо е завършвал картината, Мона Лиза е била бременна.